# Инспектор Гаджет (филм)
„Инспектор Гаджет“ (на английски: Inspector Gadget) е американска научнофантастична комедия от 1999 година на режисьора Дейвид Келог, по сценарий на Кери Ехрин и Зак Пен. Базиран е на едноименния анимационен сериал по идея на Анди Хейуорд, Жан Шалопен и Бруно Бианчи. Главната роля изпълнява Матю Бродерик. Филмът излиза на екран на 23 юли 1999 г. и е разпространяван от Уолт Дисни Къмпани.